# 422
Cette page concerne l'année 422  du calendrier julien. Pour l'année 422 av. J.-C., voir 422 av. J.-C. Pour le nombre 422, voir 422 (nombre).
L'année 422 est une année commune qui commence un dimanche.

## Événements
- 10 janvier : Théodose II célèbre ses vicennalia à Constantinople[1].
- 23 janvier : date probable où Honorius célèbre ses tricennalia à Ravenne[1]. Les usurpateurs Maxime et Jovin sont exhibés à cette occasion[2].
- 10 septembre : élection du pape Célestin[3].

- Les Huns attaquent la Dacie Ripuaire et la Mésie Seconde (l’actuelle région bulgare du bas Danube). Le grand-roi Rugas, profitant de l’absence des forces romaines, fait une incursion dévastatrice en Thrace[4].

- L'empereur romain d'Orient Théodose II et le roi de Perse Vahram V signent un traité de paix pour cent ans, négocié par le patrice Hélion après la campagne d'Ardaburius[5]. Les chrétiens sont tolérés en Perse et les zoroastriens dans l'empire d'Orient.
- Campagne malheureuse du maitre de la milice Castinus, pour soutenir les Suèves contre les Vandales en Bétique, avec un corps de fédérés wisigoths. Il se querelle avec le tribun militaire Boniface, protégé de Galla Placidia, qui passe en Afrique avec ses troupes. Castinus réussit à bloquer les Vandales, qui sont prêts à capituler, quand la défection des auxiliaires wisigoths le force à se replier à Tarragone[6].
- La présence des Turcs Tujue est attestée par une inscription en sogdien sur une tombe près de Gaochang au Xinjiang[7].

## Naissances en 422
- Geneviève à Nanterre (date supposée).

## Décès en 422
- 4 septembre : Boniface Ier, pape[3].

- Pélage, moine hérésiarque, en Égypte (né en Bretagne v.360). Il enseignait que chaque homme pouvait gagner son salut par ses efforts individuels et ses propres forces.
- Maxime, usurpateur capturé en 411, exécuté au cirque de Ravenne.
- Faxian, moine bouddhiste chinois.